# Заплітний Василь Дмитрович
Василь Дмитрович Заплітний (11 лютого 1938, село Зарожани, тепер Дністровського району Чернівецької області — ?) — радянський діяч, голова об'єднання кооперативів із механізації колгоспу «Росія» Хотинського району Чернівецької області. Член ЦК КПРС у 1990—1991 роках.

## Життєпис
У 1953 році закінчив Ставчанське профтехучилище Хотинського району Чернівецької області.
У 1953—1957 роках — тракторист колгоспу імені Кірова Хотинського району Чернівецької області.
З 1957 по 1959 рік служив у Радянській армії.
У 1959—1974 роках — тракторист, комбайнер, шофер, бригадир тракторної бригади колгоспу «Росія» Хотинського району Чернівецької області.
Член КПРС з 1962 року.
У 1974—1975 роках — тракторист Хотинського міжколгоспного об'єднання із виробництва тваринницької продукції Чернівецької області.
У 1975—1988 роках — тракторист, бригадир тракторної бригади колгоспу «Росія» Хотинського району Чернівецької області.
У 1983 році закінчив Хотинський сільськогосподарський технікум Чернівецької області.
З 1988 року — голова об'єднання кооперативів із механізації колгоспу «Росія» Хотинського району Чернівецької області.
Подальша доля невідома.